# Андрея Акатріней
Андрея Акатріней (рум. Andreea Acatrinei, 7 квітня 1992) — румунська гімнастка, олімпійська медалістка.

## Виступи на Олімпіадах
| Олімпіада  | Дисципліна       | Місце             |
| ---------- | ---------------- | ----------------- |
| Пекін 2008 | вільні врави     | 16 (кваліфікація) |
| Пекін 2008 | колода           | 52 (кваліфікація) |
| Пекін 2008 | абсолютний залік | 71 (кваліфікація) |
| Пекін 2008 | командний залік  | 3                 |